# Кастільйоне-д'Інтельві
Кастільйоне-д'Інтельві (італ. Castiglione d'Intelvi) — муніципалітет в Італії, у регіоні Ломбардія, провінція Комо.
Кастільйоне-д'Інтельві розташоване на відстані близько 530 км на північний захід від Рима, 55 км на північ від Мілана, 15 км на північ від Комо.
Населення — 1149 осіб (2014).

## Демографія
Населення за роками:

Станом на 31 грудня 2014 року в муніципалітеті офіційно проживали 92 іноземці з 18 країн, серед них 45 громадян країн Євросоюзу та 3 громадяни України.

## Сусідні муніципалітети
- Блессаньо
- Казаско-д'Інтельві
- Черано-д'Інтельві
- Діццаско
- Сан-Феделе-Інтельві